# Mahige
Mahige es un pequeño islote en la provincia de Isabel de las Islas Salomón. El islote está ubicado frente al extremo sureste de la isla de Santa Isabel.